# Stora Sandsjön, Dalarna
Stora Sandsjön är en sjö i Ludvika kommun i Dalarna och ingår i Norrströms huvudavrinningsområde. Sjöns area är 0,5912 kvadratkilometer och den befinner sig 300 meter över havet.